# Fazekas Nándor
Fazekas Nándor (Kecskemét, 1976. október 16. –) magyar kézilabdakapus.

## Pályafutása
Édesanyja Piroska, Kecskeméten lakik. Három fia van, Gergő, Máté és Áron.
2012 októberében bejelentette, hogy lemondja a válogatottságot. 2016-ban visszatért a válogatottba, a frissen kinevezett Xavier Sabaté szövetségi kapitány első mérkőzésén már szerepet kapott, majd a 2017-es világbajnokságon újra világversenyen szerepelhetett.
2014 novemberében jelent meg életrajzi könyve Első számú második címmel.

2020 márciusában megoperálták a bal térdét. Áprilisban bejelentette a visszavonulását.

## Sikerek
- Olimpiai negyedik helyezett (2004)
- BL-döntős (2001)

Szuperkupa 2. (2002)
- Világbajnoki hatodik (2003, 2009)
- Világbajnokság 9. (2007)
- Világbajnokság 11. (1999)
- Európa-bajnokság 9. (2004)
- Európa-bajnokság 13. (2006)
- Európa-bajnokság 14. (2010)
- Világkupa 7. (2004)
- Ifjúsági Eb 8. (1994)
- EHF-kupa győztes (2009)
- Olimpiai negyedik helyezett (2012)
- magyar bajnok (1997, 1999, 2001, 2002, 2003, 2004, 2010, 2011, 2012, 2013)
- Magyar Kupa-győztes (1999, 2002, 2003, 2004, 2010, 2011, 2012, 2013)

## Díjai, elismerései
- Magyar Arany Érdemkereszt (2012)